# Hyposidra humiferata
Hyposidra humiferata är en fjärilsart som beskrevs av Walker 1862. Hyposidra humiferata ingår i släktet Hyposidra och familjen mätare. Inga underarter finns listade i Catalogue of Life.